# Zarębisko
Zarębisko [pronunciación en polaco: /zarɛmˈbiskɔ/] (en casubio: Zarãbiskò: Zarãbiskò) es un pueblo ubicado en el distrito administrativo de Gmina Sierakowice, dentro del Condado de Kartuzy, Voivodato de Pomerania, en Polonia del norte. Se encuentra aproximadamente a 6 kilómetros al sur de Sierakowice, a 22 kilómetros al oeste de Kartuzy, y a 50 kilómetros al oeste de la capital regional Gdańsk.
El pueblo tiene una población de 36 habitantes.